# Mobilt bredbånd

Mobilt bredbånd er et markedsføringsterm for trådløs internetadgang gennem et bærbart modem, mobiltelefon, USB trådløst modem – eller andre mobile enheder.
Mobilt bredbånd tog fart i 2010, hvor salget af mobilt bredbånd tog sig en eksplosiv vækst. Samtidig slog mobilt bredbånd rekorden for hurtigst sælgende telefonprodukt i nyere tid.
Der findes i Danmark to forskellige typer mobilt bredbånd teknologi. Det ældre, men mest udbredte 3G teknologi og det nyere 4G.
Forskellen på de to teknologier er primært pinghastighed samt download -og upload hastighed.
4G dækker i 2012 kun 140 byer i Danmark, men der udvides hver måned med bedre dækning.
TDC købte i august 2012 licenser med dækningskrav af erhvervsstyrelsen, hvilket betyder, at der i løbet af 2013 vil komme markant forbedret dækning i Danmark på 4G området.

## Serviceudbydere
Der er konkurrerende mobil bredbåndsudbydere i mange lande.

### Europa
- Belgiske udbydere:
  - ClearWire
  - Proximus
  - Mobistar
  - BASE
- Bulgarske udbydere:
  - Mobiltel
  - Globul
  - Vivacom
- Tjekkiske udbydere:
  - Telefonica O2
  - T-Mobile
  - Vodafone
- Danske udbydere:
  - TDC
  - Telia
  - Telenor
  - 3
  - Yousee
  - CBB
  - Oister
  - TELMORE
  - Call me
- Finske udbydere:
  - DNA Oy
  - Elisa Oyj
  - Saunalahti
  - Sonera
  - Vodafone
- Tyske udbydere:
  - T-Mobile
  - Vodafone
  - E-Plus
  - O2 plc
- Irske udbydere:
  - O2 (Ireland)
  - Vodafone Ireland
  - 3 (teleselskab)
  - Meteor (teleselskab)
- Portugisiske udbydere:
  - TMN
  - Vodafone
  - Optimus
  - Meo, Sapo, ZON såvel som MVNOs anvender de ovennævnte netudbydere.
  - Zapp (Portuguese branch)
- Slovakiske udbydere:
  - Orange (teleselskab)
  - Telefonica O2
  - T-Mobile
- Spanske udbydere:
  - Movistar
  - Vodafone
  - Orange (brand)
  - Yoigo
- Svenske udbydere:
  - 3 (teleselskab)
  - Telenor
  - Tele2
  - Telia
- Britiske udbydere:
  - T-Mobile
  - Vodafone
  - O2 plc
  - Orange SA
  - 3 (teleselskab)
  - Talkmobile (MVNO) Talkmobile anvender Vodafone nettet
- United Kingdom Ofcom
  - Simplifydigital